# Jessica Gao
Jessica Gao (Hanford, 2 gennaio 1984) è una sceneggiatrice e produttrice cinematografica statunitense.

## Biografia
Jessica Gao è nata il 2 gennaio 1984 a Hanford, in California. Ha iniziato la sua carriera nel 2008, come sceneggiatrice di alcune puntate delle serie animate di Nickelodeon, La Grande B! e Barnyard - Ritorno al cortile. Successivamente ha sceneggiato un episodio di Kung Fu Panda: Mitiche avventure e sei di Big Time Rush. Dal 2012 al 2013, ha scritto alcune puntate di Robot Chicken e The High Fructose Adventures of Annoying Orange. Nel 2014, ha sceneggiato due episodi della serie di HBO Silicon Valley. Inoltre, nel 2015, ha partecipato alla serie d'animazione francese Zip Zip.
Nel 2017, ha sceneggiato alcune puntate della terza stagione di Rick and Morty. Nel 2018, per la scrittura della puntata Cetriolo Rick, Gao ha vinto un Premio Emmy per il miglior serie animata.
Nel 2019, ha sceneggiato due episodi della serie Corporate.
Nel 2022, ha ideato la serie di Disney+, She-Hulk: Attorney at Law, basata sull'omonimo personaggio Marvel.

## Filmografia

### Sceneggiatrice
- Barnyard - Ritorno al cortile (Back at the Barnyard) - serie TV, 2 episodi (2008-2009)
- La Grande B! (The Mighty B!) - serie TV, 30 episodi (2008-2011)
- Big Time Rush - serie TV, 6 episodi (2010-2011)
- Kung Fu Panda - Mitiche avventure (Kung Fu Panda: Legends of Awesomeness) - serie TV, episodio 1x05 (2011)
- Robot Chicken - serie TV, 9 episodi (2012-2013)
- The High Fructose Adventures of Annoying Orange - serie TV, 4 episodi (2012-2013)
- Lab Rats - serie TV, 2 episodi (2013-2014)
- Silicon Valley - serie TV, 2 episodi (2014)
- Zip Zip - serie TV, episodio 1x10 (2015)
- Bajillion Dollar Propertie$ - serie TV, 2 episodi (2016)
- Rick and Morty - serie TV, 6 episodi (2017)
- The Memestar Chronicles - serie TV, episodio 1x01 (2017)
- Take My Wife - serie TV, 4 episodi (2018)
- Corporate - serie TV, 2 episodi (2019)
- Surreal entertainment - serie TV, episodio 1x166 (2022)
- She-Hulk: Attorney at Law - serie TV, 9 episodi (2022) - creatrice

### Produttrice

#### Cinema
- Easter Sunday, regia di Jay Chandrasekhar (2022)

#### Televisione
- Take My Wife - serie TV, 8 episodi (2018)
- Corporate - serie TV, 10 episodi (2019)
- She-Hulk: Attorney at Law - serie TV, 9 episodi (2022)

## Riconoscimenti

### Premio Emmy
- 2018 – Miglior serie animata per Rick and Morty